# Ibrahim Abdel Hady Pasha
Ibrahim Abdel Hady Pacha (14 février 1896 - 18 février 1981) est un homme politique égyptien. Du 28 décembre 1948 au 26 juillet 1949, il a été le 28e premier ministre, en succédant à Nukrashi Pacha, assassiné par l'organisation des Frères musulmans. Ancien membre du parti Wafd, il a fait scission en créant le parti institutionnel saadiste en référence au premier dirigeant du Wafd, Saad Zaghloul, qu'il entend ressusciter les principes fondateurs.